# Taśma czasu
Taśma czasu, oś czasu jest często używana w edukacji, aby pomóc uczniom zrozumieć wydarzenia i trendy dla specyficznego tematu.

## Typy taśm czasu

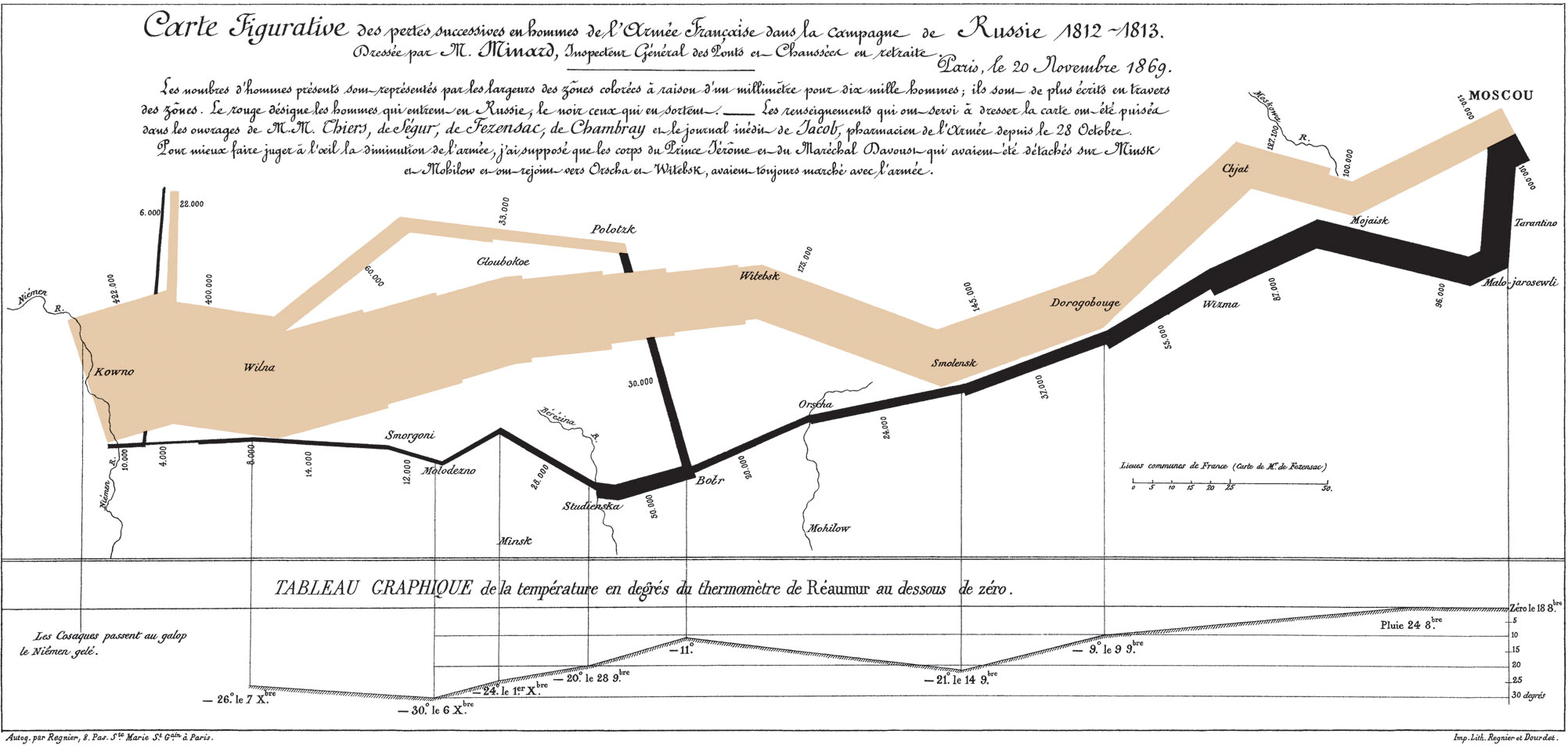
Graficzna wizualizacja marszu Napoleona. Autor: Charles Minard

Istnieje wiele metod wizualizacji taśm czasu. W historii, najczęściej są one statycznymi obrazami narysowanymi lub wydrukowanymi na papierze. Taśmy czasu mocno opierają się na wystroju graficznym i możliwościach artysty do obrazowania informacji. Mapa inwazji Napoleona na Rosję, której autorem był Charles Joseph Minard jest przykładem niestandardowej taśmy czasu, która używa również geografii jako część wizualizacji.
Taśma czasu może być również wykonana w wersji cyfrowej i interaktywnej. Ten typ taśm czasu nie jest obostrzony przez zwykłe ograniczenia przestrzeni.